# Václav Příhoda
Václav Příhoda, křtěný Václav Karel (7. září 1889 Sány – 18. listopadu 1979 Praha) byl český pedagog zabývající se didaktikou a psychologií. Jeho působení rozšířilo možnosti české pedagogiky do světových dimenzí a prohloubilo podvědomí o potřebě školské racionalizace a nutnosti učinit pedagogiku exaktnější a vědečtější.

## Životopis

### Život
Narodil se v Sánech u Poděbrad v početné učitelské rodině řídícího učitele Čeňka Příhody a jeho ženy Marie rodem Houžvičkové z obce Kluky. V útlém věku přišel o matku a v témže roce, kdy se jeho otec znovu oženil, začal navštěvovat obecnou školu – zpočátku pod učitelským vedením svého otce samého, později pak u profesora Josefa Vosáhla, mladého pokrokového učitele, kterého Příhoda velmi obdivoval a jehož působení mělo velký vliv na Příhodovo pozdější působení.
V roce 1901 zahájil studium gymnázia v Kolíně, které z důvodu stěhování do Prahy úspěšně dokončil v roce 1909 na gymnáziu v Křemencově ulici v Praze. Tentýž rok zahájil na filozofické fakultě Univerzity Karlovy studium psychologie, pedagogiky, noetiky a jeho oblíbené filologie němčiny a francouzštiny.  
V roce 1911 prodělal tuberkulózu, která byla pro jeho nevlastní matku a řadu sourozenců smrtící. Během náročné léčby však nadále pokračoval ve studiu, díky kterému byl od roku 1914 oprávněn učit francouzštinu a němčinu na středních školách. Učitelskou kariéru zahájil na pražském gymnáziu ve Slovenské ulici a Poté učil na středních školách v České Třebové, Kladně a Praze.
V roce 1918 se oženil s Julií Kadrmanovou, která však v roce 1922 zemřela na leukemii. Po její smrti odjel Příhoda do USA, aby prohloubil své znalosti o experimentální pedagogice na chicagské univerzitě a během tohoto pobytu se stihl podruhé oženit s Američankou Melisou Clarkovou.

### Kariéra
Z počátku své kariéry se věnoval filozofii, avšak po vzniku Československa se zaměřil na reformy československého školství. Tyto reformy podpořil svým pedagogicko-psychologickým dílem Psychologický výběr ve výchově zaměřeným zejména na organizaci a obsah čtyř stupňů školy, kterou se mu podařilo prosadit až v roce 1928.
Na doporučení Otokara Chlupa se orientoval zejména na oblast experimentální pedagogiky, díky níž prokázal ověřitelnost pedagogických jevů a dokazatelnost soudů o nich. I později používal vědecké metody umožňující pedagogické a psychologické jevy měřit, ověřovat a dokazovat.
Za svůj život podnikl několik cest do USA. Cílem těchto cest bylo studium na pedagogických fakultách amerických univerzit a sběr zkušeností od předních filozofů a psychologů jako byl například John Dewey nebo Edward Thorndike.
V roce 1924, kdy působil v USA, byl vyzván k návratu do Česka, aby habilitoval na Univerzitě Karlově; docenturu získal po obhájení spisu Psychologie a hygiena zkoušky. Profesorem byl jmenován v říjnu 1945.
Kromě Univerzity Karlovy působil na vysoké škole studií pedagogických, kde studenty seznamoval s doposud neznámými pohledy na pedagogiku a s možnostmi jejího zkoumání. Tímto vychoval generaci nově myslících učitelů a zapříčinil větší zájem o pedagogickou profesi a svým dílem posílil zvědečtění této profese.
V letech 1928–1929 byl pověřen vedením nově vzniklé Reformní komise, která měla připravit školskou reformu. V reformě se promítly jeho zkušenosti ze zahraničí, a tak v jeho Organizačním a učebním plánu reformních škol můžeme najít prvky amerických, švýcarských, německých i francouzských škol.
Navrhl čtyřstupňový system československých školː
- Škola úvodní dvouletá (byla určena pro žáky šesti až osmileté)
- Škola obecná tříletá I. stupně
- Komenium (škola čtyřletá II. stupně)
- Atheneum (škola čtyřletá III. stupně) - tato škola umožňovala absolventům a absolventkám měšťanských škol doplnit chybějící předměty a získat maturitu rovnocennou maturitě z víceletých gymnázii, tedy skládat přijímací zkoušky na vysokou školu.
- Škola vysoká[6]

Příhoda v Praze založil první (ale i jedinou) reformní střední školu Athenaeum, která umožnila absolventům a absolventkám pokračovat ve studiu na vysokých školách. Absolvoval ji například Radegast Parolek.  
V roce 1945 se stal generálním inspektorem všech škol na ministerstvu školství, Avšak po roce 1948 mu byla znemožněna další pedagogická činnost. Proto se rozhodl věnovat plně pedagogické a vývojové psychologii. Své úsilí zúročil v roce 1956, kdy vydal Úvod do pedagogické psychologie. Tento učební text se postupem času rozrostl do podoby čtyřsvazkového díla Ontogeneze lidské psychiky.
Za své zásluhy o rozvoj pedagogiky a psychologie obdržel v roce 1966 medaili Jana Amose Komenského za celoživotní práci a v roce 1969 Řád republiky ke svým osmdesátinám.

### Základní myšlenky v úsilí o racionalizaci školského systému
Před Příhodovým nástupem bylo české školství ovlivňováno dvěma přístupy:
- Tradičně didaktickým
- Romanticko-reformním reprezentovaným tvůrčími učiteli.[2]

Mezi tyto novodobé učitele patřil kromě Příhody i například J. Uher.
Ač měli oba pedagogové stejný cíl, jejich názory se v mnohém lišily. Uhrův plán byl zaměřený hlavně na vnitřní obsahovou reformu a vycházel z již stávajícího stavu. Příhoda byl v tomto velmi radikální a za tento nekompromisní radikalismus měl řadu odpůrců, kteří pro jeho novodobé názory neměli pochopení a přistupovali k němu s určitou nedůvěrou a skepsí. Valná většina však brala jeho nově vypracovaný návrh jednotné diferencované a pracovní školy, který byl v roce 1928 poprvé zveřejněn, velmi pozitivně.
Základní myšlenky, které se promítaly v Příhodově úsilí o racionalizaci školského systému, jsou:
- Škola má být jednotná, vnitřně diferencovaná
- Školský systém má být elektivní, tj. žák si vybírá z řady volitelných předmětů
- Žák má získávat vědomosti na základě vlastních zkušeností
- Moderní škola nemůže stanovovat žákům stejný cíl a osnovy, neboť je nutné uplatňovat diferenciaci k inteligenci žáků
- Učení má být individuální – žák si sám rozvrhne svou práci a výsledky konzultuje se spolužáky
- Ve školách mají vznikat pracovní družstva, ve kterých žáci rozvíjí své sociální zkušenosti[7]

### Konec života
Zemřel roku 1979 a následně byl pohřben na Olšanských hřbitovech.

## Dílo
Nejvýznamnějším dílem se stala Racionalisace školství, funkcionální organizace školské soustavy (1930). Hlavní myšlenky díla odkazují na:
- Aktivitu žáků
- Individuální učení
- Kolektivní výchovu
- Aktivní činnostní přístup upřednostněným před verbálním učením
- Koedukaci
- Potlačení diferenciace
- Jednotné školy

Další možná díla:
- Psychologický výběr ve výchově (1925)
- Vědecká příprava učitelstva (1937)
- Idea vysokého učení (1945)
- Úvod do pedagogické psychologie (1954)
- Ontogeneze lidské psychiky I.-IV. (1956-1974)

## Vyznamenání
- 1966 Medaile Jana Amose Komenského
- 1969 Řád republiky